# Liberté, Égalité, Fraternité... ou la Mort
Albums de Julien Clerc
Niagara
(1971) Ça fait pleurer le bon dieu
(1973)
Singles
1. Si on chantait / Le Patineur
Sortie : 1972

Liberté, Égalité, Fraternité... ou la Mort est le quatrième album studio de Julien Clerc sorti en 1972. 
Cet album contient les classiques Si on chantait, Le patineur et Jouez violons, sonnez crécelles.

## Titres
| 1.          | Si on chantait                  | Étienne Roda-Gil | Julien Clerc | 3 min 21 s |
| 2.          | Le Canon de la nation           | Étienne Roda-Gil | Julien Clerc | 3 min 20 s |
| 3.          | Sertão                          | Etienne Roda-Gil | Julien Clerc | 3 min 45 s |
| 4.          | Elle a au fond des yeux         | Maurice Vallet   | Julien Clerc | 2 min 58 s |
| 5.          | C'est la terre                  | Maurice Vallet   | Julien Clerc | 3 min 04 s |
| 6.          | Des mots d'ailleurs             | Étienne Roda-Gil | Julien Clerc | 2 min 42 s |
| 7.          | Jouez violons, sonnez crécelles | Étienne Roda-Gil | Julien Clerc | 2 min 48 s |
| 8.          | La Longue Épine                 | Étienne Roda-Gil | Julien Clerc | 3 min 12 s |
| 9.          | London Derry                    | Étienne Roda-Gil | Julien Clerc | 3 min 54 s |
| 10.         | Laisse le monde                 | Étienne Roda-Gil | Julien Clerc | 3 min 02 s |
| 11.         | Le Patineur                     | Étienne Roda-Gil | Julien Clerc | 2 min 49 s |
| 12.         | Le Marteau                      | Étienne Roda-Gil | Julien Clerc | 2 min 50 s |
| 37 min 55 s |                                 |                  |              |            |

## Certification
| Pays          | Certification | Date | Ventes certifiées |
| ------------- | ------------- | ---- | ----------------- |
| France (SNEP) | Or            | 1974 | 100 000           |